# 盧武阿河
盧武阿河（Luvwa）是剛果民主共和國加丹加省境內的河流，發源自位於贊比亞和剛果民主共和國接壤邊境的姆韋魯湖北端，向西北方向流經350公里後與盧阿拉巴河匯流，是剛果河系統的一部分。盧武阿河的下游可航行的河道長160公里，而中游有急流區域。
6°45′41″S 26°57′26″E / 6.7613888888889°S 26.957222222222°E